# Mark (commune)
Pour les articles homonymes, voir Mark.
La commune de Mark est une commune du comté de Västra Götaland en Suède, peuplée d'environ  34 900 habitants (2020). Son chef-lieu est la ville de Kinna.

## Communes limitrophes
- Härryda (au nord-ouest)
- Bollebygd (au nord)
- Borås (au nord-est)
- Svenljunga (à l'est)
- Falkenberg (au sud-est)
- Varberg (au sud)
- Kungsbacka (à l'ouest)

## Localités principales
- Berghem
- Björketorp
- Fritsla
- Horred
- Hyssna
- Kinna
- Öxabäck
- Rydal
- Sätila
- Torestorp